# Trung Sơn Đường
Trung Sơn Đường (tiếng Trung: 中山堂; bính âm Zhōngshān Táng) là một công trình kiến trúc mang tính lịch sử và từng được dùng làm phòng họp thành phố Đài Bắc (Taihoku). Vào năm 1992, công trình này được chính phủ công nhận là một di tích lịch sử. Hiện nay Trung Sơn Đường nằm tại số 98 đường Diên Bình Nam, nằm trong phố đi bộ Tây Môn Đinh thuộc quận Trung Chính, thành phố Đài Bắc, Đài Loan.

## Lịch sử
Để thể hiện sự tôn kính đối với sự lên ngôi của Chiêu Hòa Thiên Hoàng (Hirohito), vào năm 1928, chính phủ Nhật Bản tại Đài Loan đã cho dỡ bỏ văn phòng Chính phủ Thanh triều để bắt đầu xây dựng Hội trường thành phố Đài Bắc (臺北公會堂 Đài Bắc công hội đường) Việc xây dựng bắt đầu từ ngày 23 tháng 11 năm 1932 và hoàn thiện vào ngày 26 tháng 11 năm 1936. Kiến trúc sư Ide Kaoru đương chức Trưởng Kỹ sư dưới chính quyền Nhật Bản tại Đài Loan đã dùng tới 980,000 yên và huy động tới 94,500 công nhân xây dựng.
Cấu trúc thép 4 tầng của tòa nhà được thiết kế để chống chịu được lửa cũng như động đất và mưa bão. Lúc mới khánh thành, Trung Sơn đường được phủ bằng một lớp gạch xanh nhạt để không bị oanh tạc cơ phát hiện. Các cửa sổ được thiết kế theo hướng điển và mang phong cách Hồi giáo Tây Ban Nha. Tòa nhà này có tổng diện tích lên tới 10,568m² với diện tích nền nhà là 4,104m², trở thành một trong bốn Hội trường lớn nhất Nhật Bản tại thời điểm bấy giờ. Nó chỉ nhỏ hơn các hội trường Thành phố Tokyo, Osaka và Nagoya
Sau khi Đài Loan được bàn giao lại cho Trung Hoa Dân Quốc vào năm 1945, Tỉnh trưởng Đài Loan Trần Nghi đã đại diện phe đồng minh chấp thuận sự đầu hàng của Nhật Bản. Tướng đại diện Nhật Bản lúc đó là Ando Rikichi - đương là Thống đốc Đài Loan. Sau đó Hội trường thành phố Đài Bắc được đổi tên thành Trung Sơn Đường để vinh danh Tôn Dật Tiên và tòa nhà được sử dụng làm Hội trường chính thức của chính phủ Trung Hoa Dân Quốc.
Trung Sơn Đường được sử dụng như một nơi để tiếp khách nước ngoài và các nhà ngoại giao. Nơi đây đã từng tiếp đón Tổng thống Hoa Kỳ Richard Nixon, Tổng thống Hàn Quốc Lý Thừa Vãn, Tổng thống Việt Nam Cộng Hòa Ngô Đình Diệm, Tổng thống Philippine Carlos P. Garcia, Quốc vương Iran Mohammad Reza Pahlavi,...Tòa nhà còn được dùng để chủ trì các nghi lễ như ký Hiệp ước tương trợ phòng vệ Trung-Mỹ và 3 lần làm lễ chuyển gia quyền lực tổng thống và phó tổng thống Trung Hoa Dân Quốc (lần II, III, IV).

## Tình hình sử dụng hiện nay
Hội trường có một số khán phòng hiện đang được sử dụng cho các buổi biểu diễn nghệ thuật như nhạc thính phòng và nhạc hòa tấu, nhạc truyền thống Trung Quốc, opera, khiêu vũ, các nghi lễ và triển lãm.
- Hội trường Trung Chính: Hội trường lớn này là nơi tổ chức cuộc họp lớn nhất vào thời điểm đó, có sức chứa hơn 2.000 người kể từ khi nó được khánh thành vào ngày 27 tháng 12 năm 1936. Sau Thế chiến II, đây là phòng hòa nhạc duy nhất ở Đài Bắc. Cho đến khi Trung Sơn Lầu trên núi Dương Minh hoàn thành vào năm 1993, Quốc hội đã cho thuê hội trường này. Ngày trước tại đây, Tưởng Giới Thạch tuyên bố ông sẽ tái nhậm chức và tổ chức lễ nhậm chức tại đây.
- Phòng khiêu vũ Quang Phục: là một hội trường gồm hai tầng với thiết kế Hồi giáo và có thể chứa 500 người ngồi hoặc 1.000 người không ngồi. Khán phòng này mang tính lịch sử vì vào ngày 25 tháng 10 năm 1945, đây là nơi tổ chức lễ đầu hàng của Nhật. Chính phủ Nhật Bản và Đài Loan đã ký hiệp ước hòa bình ở đây và sự đầu hàng của Nhật Bản cũng được chấp thuận ở đây.
- Thính phòng Pháo đài: Ngoài các khu vực họp trong nhà, Trung Sơn Đường cũng được thiết kế với một quảng trường rộng rãi cho các hoạt động ngoài trời. Người phát ngôn có thể đứng trên ban công phía đông trên tầng hai khi phát biểu với khán giả trên quảng trường. Tưởng Giới Thạch đã có bốn bài phát biểu khai nhậm chức tại đây.
- Quảng trường Trung Sơn
- Giảng đường Đài Bắc

### Các tính năng đáng chú ý
- Tượng Tôn Dật Tiên: Trong quảng trường có một bức tượng đồng của Tôn Dật Tiên được khắc bởi điêu khắc sư Bồ Thiêm Sinh. Ông đã sử dụng một bức ảnh của Tôn Dật Tiên khi đang phát biểu tại Nagasaki, Nhật Bản vào năm 1924 để làm mô hình cho tác phẩm điêu khắc.
- Bồn rửa chân: Bồn rửa chân được người dân sử dụng để rửa bụi khỏi chân trước khi vào những nơi công cộng như Hội trường thành phố Đài Bắc trong thời kỳ Nhật Bản chiếm đóng.
- Bức Thủy ngưu quần tượng: Nam quốc đích phong tình (còn được gọi là Bức điêu khắc trâu) của Hoàng Thổ Thủy nằm ở cầu thang trung tâm giữa tầng hai và tầng ba. Bức phù điêu thạch cao là công trình cuối cùng của ông và có diện tích 5,55m x 2,5m. Nó miêu tả bầu không khí của một đất nước phía nam với các loại cây nhiệt đới như chuối, trâu Đài Loan và những đứa trẻ chăn trâu trần truồng với chiếc mũ rơm.

## Sự kiện đáng chú ý
- Liên hoan phim và giải thưởng Kim Mã (lần III, IV, V, VI, VII, VIII, IX, X, XI)
- Ngày Quang phục

## Phương tiện đi lại
Bằng phương tiện công cộng, đi theo lối ra số 5 của ga tàu điện ngầm Đài Bắc để đến hội trường. Ngoài ra còn có một bãi đậu xe dưới lòng đất.

## Ảnh

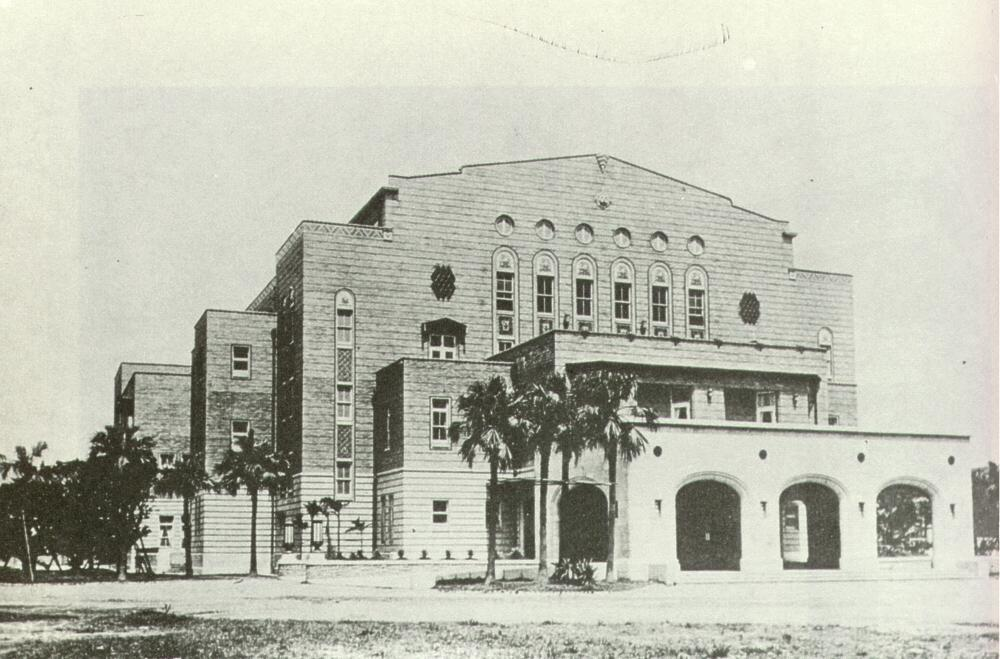
Hội trường Trung Sơn Đài Bắc năm 1940.
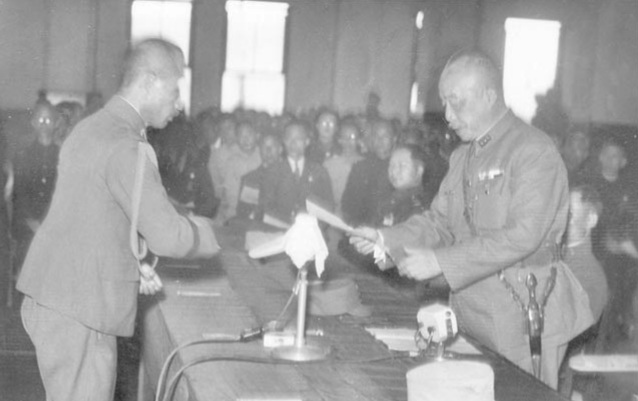
Trần Nghi (phải) chấp nhận biên nhận số 1 của Rikichi Andō (trái) - Thống đốc Đài Loan cuối cùng, tại Trung Sơn Đường.
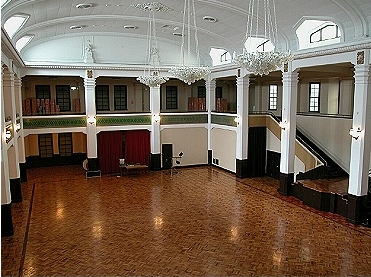
Nhật Bản đã ký hiệp định đầu hàng trong căn phòng này vào ngày 25 tháng 10 năm 1945.
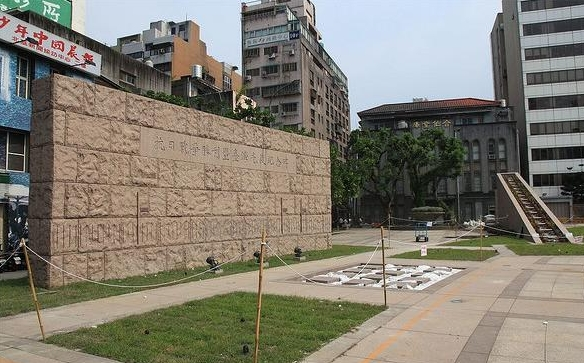
Đài tưởng niệm kháng chiến chống Nhật và Quang phục Đài Loan.
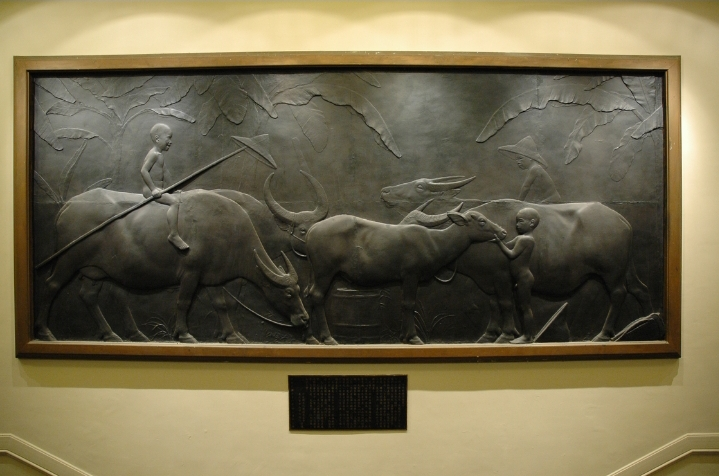
Bức Thủy ngưu quần tượng (水牛群像), hoàn thành năm 1930 bởi Huang Tu-shui (1895–1930). Đúc thạch cao.
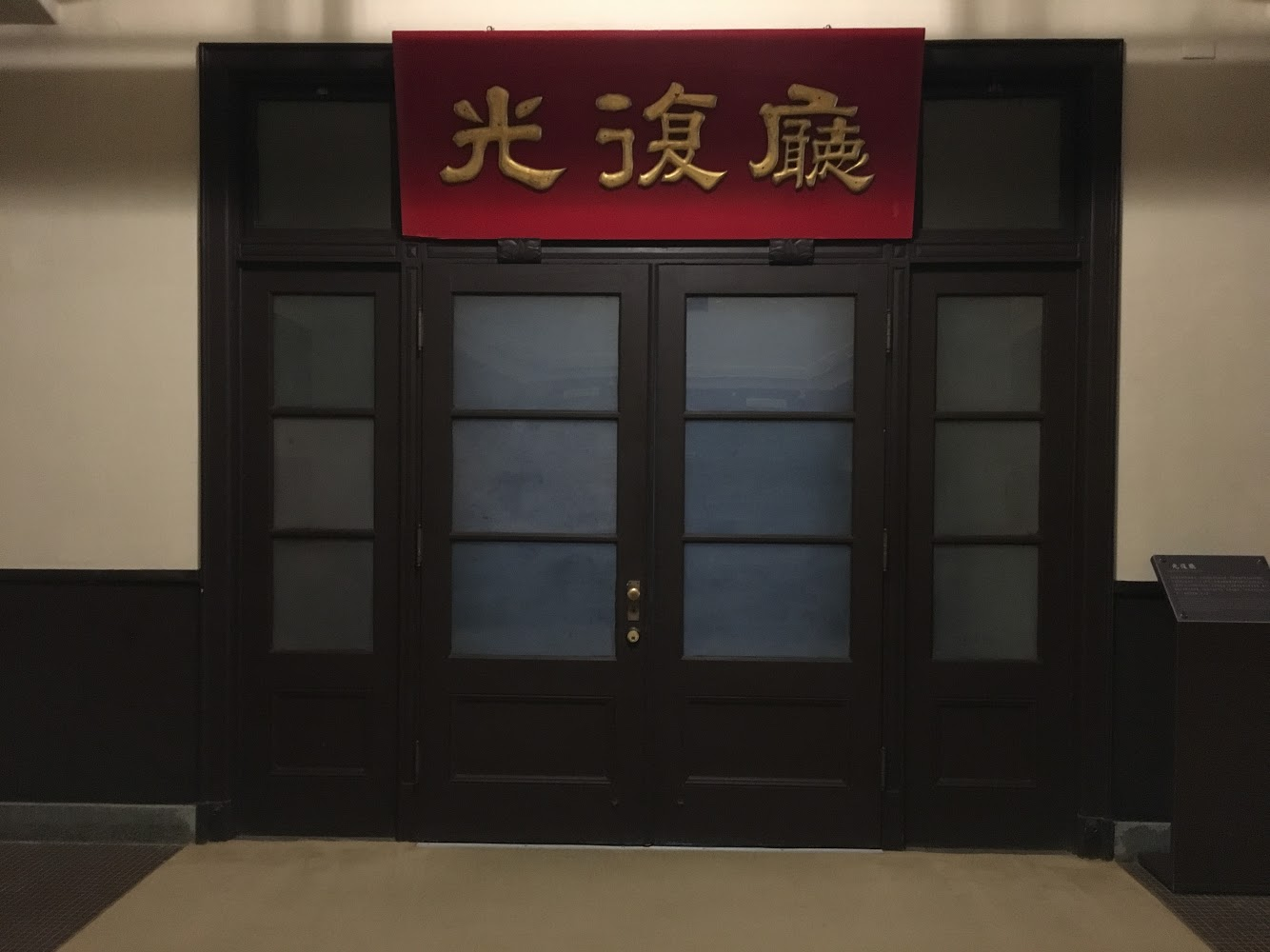
Lối vào thính phòng Quang Phục

## Liên kết bên ngoài
- Trang web chính thức của Trung Sơn Đường Lưu trữ ngày 27 tháng 10 năm 2018 tại Wayback Machine